# Teratosphaeria lilianiae
Teratosphaeria lilianiae är en svampart som först beskrevs av J. Walker, B. Sutton & Pascoe, och fick sitt nu gällande namn av Crous & Andjic 2009. Teratosphaeria lilianiae ingår i släktet Teratosphaeria och familjen Teratosphaeriaceae.   Inga underarter finns listade i Catalogue of Life.